# Putten
För andra betydelser, se Putten (olika betydelser).

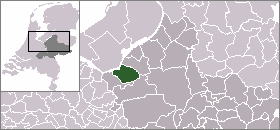
Puttens läge

Putten är en kommun i provinsen Gelderland i Nederländerna. Kommunens totala area är 87,45 km² (där 2,41 km² är vatten) och invånarantalet är på 23 112 invånare (2005).